# Włoska Partia Ludowa (1919–1926)
Włoska Partia Ludowa (Partito Popolare Italiano, potocznie Popolari) – partia chrześcijańsko-społeczna założona 18 stycznia 1919 roku. Głosiła program reform społecznych (chroniące robotników prawo pracy, opieka społeczna, reforma rolna) i demokratycznych oparty na katolickiej nauce społecznej. W końcu 1919 roku WPL liczyła 253 tys. członków, organizowała liczne spółdzielnie i związki zawodowe, w latach 1920-1922 uczestniczyła w koalicji rządowej. Dynamiczny początkowo rozwój partii został zahamowany przez terror bojówek faszystowskich, konflikt między lewym (Miglioli) i prawym skrzydłem partii, wreszcie wydany przez papieża Piusa XI zakaz udziału duchownych w życiu politycznym. W 1926 roku WPL została rozwiązana. Przywódcy: Luigi Sturzo i Giovanni Gronchi.